# Spannungseinbruch
Bei einem Spannungseinbruch wird in öffentlichen Stromnetzen ein kurzzeitiger Einbruch der Netzspannung bezeichnet. Umgangssprachlich wird dies oft auch „Schlag auf das Netz“ oder „Netzwischer“ genannt.
Gemäß der Norm EN 50160, welche die Energieversorgungsqualität in öffentlichen Stromnetzen beschreibt, ist ein Spannungseinbruch immer dann gegeben, wenn der Effektivwert der Nennspannung für mindestens 10 ms auf weniger als 90 % der vertraglich vereinbarten Versorgungsspannung fällt; bei 230 V sind das Einbrüche auf unter 207 V, die – bei einer Netzfrequenz von 50 Hz und damit einer Periode von 20 ms – für mindestens eine halbe Periode bestehen. Die Norm enthält keine Aussage darüber, wie viele solcher Ereignisse zulässig sind.
Ein Spannungseinbruch entsteht, wenn ein großer Verbraucher mit kurzfristig hohen Strombedarf das Stromnetz belastet. Dies ist beispielsweise beim Einschalten von Elektromotoren ohne oder zu geringer Anlaufstrombegrenzung der Fall und die dann einen hohen Anlaufstrom haben. Der vorübergehend höhere Strom bewirkt in der unmittelbaren Umgebung dieses Verbrauchers einen größeren Spannungsabfall am Innenwiderstand der Spannungsquelle sowie am Leitungswiderstand, wodurch die Klemmenspannung absinkt; außerdem steigt der Zuleitungsspannungsverlust.